# Середньодунайський біогеографічний регіон
Середньодунайський, або Паннонський біогеографічний регіон — біогеографічна область, що охоплює території Тисо-Дунайської низовини. Межі регіону визначені Європейською агенцією довкілля.

## Характеристика
Середньодунайський біогеографічний регіон — це великий алювіальний басейн. З півночі та сходу він оточений Карпатськими, із заходу — Альпійськими горами, з півдня — Динарським нагір'ям. Основна частина регіону — це Тисо-Дунайська, або Середньодунайська, низовина. Основними річками є Дунай та його притока — Тиса. Регіон охоплює всю Угорщину, південь Словаччини та Чехії, південь Закарпатської області України, північ Сербії, а також невеликі території на сході Хорватії та заході Румунії.
Регіон має складну погоду, спричинену взаємодією вологих вітрів із заходу, більш сухих вітрів з півдня та прохолодніших вітрів з Карпат та Альп, що іноді призводить до сильних штормів. Він містить внутрішні піщані дюни, піщані степи, лесові луки та лесові ліси з кленового дуба. Значна частина регіону була частиною Паннонського моря, що припинило своє існування близько 600 тис. років тому.

## Види
У Паннонському регіоні проживає 118 видів тварин і 46 видів рослин, зазначених у Оселищній директиві, а також ≈ 70 птахів, перерахованих у Додатку I Директиви про птахів. Велика кількість є не лише відбитком високого рівня біорізноманіття в цьому невеликому регіоні, а й крихкості та обмеженого поширення деяких видів, особливо тих, які є ендемічними для регіону. 
Ендемічні рослини: пізньоцвіт піщаний (Colchicum arenarium), Dianthus diutinus, Pulsatilla pratensis hungarica, Onosma tornensis. Ендемічні тварини: Vipera ursinii rakosiensis, Sadleriana pannonica, Niphargus aggtelekiensis.
Регіон особливо багатий на безхребетних (67 видів включено до Директиви). Багато з них населяють ліси, які все ще покривають значну частину низинних пагорбів і гір. Серед них деякі з найрідкісніших і найбарвистіших жуків Європи, як-от жук-олень (Lucanus cervus) і нічний морімус блакитний (Morimus funereus) чи плоскотілка червона (Cucujus cinnaberinus). 
Риба також добре представлена (24 види в Директиві), а також кажани (10 видів у Директиві). Останні відшукують великі підземні печери та природні ліси.
Регіон має велике значення для птахів. Багато видів, які перебувають під загрозою зникнення в інших частинах ЄС, все ще розмножуються тут у значній кількості, як-от дрохва (Otis tarda), чернь білоока (Aythya nyroca), могильник східний (Aquila heliaca) і балабан (Falco cherrug). Хижаки часто харчуються дрібними гризунами, які населяють піщані степові рівнини, луки та хащі, як-от ховрах європейський (Spermophilus citellus) і мишівка степова (Sicista subtilis), обидва види зараз дуже рідкісні в результаті втрати середовища проживання. Численні мілководні й лужні озера дуже важливі для водоплавних і перелітних птахів. Щовесни та щоосені сотні тисяч птахів прилітають до регіону, щоб відпочити та погодуватися під час щорічної міграції. Тільки в Хортобаджі в ці періоди може бути до 80 000 журавлів (Grus grus). Їх супроводжують великі зграї диких гусей, качок та інших куликів.